# Filialkirche St. Leonhard in Mühlberg

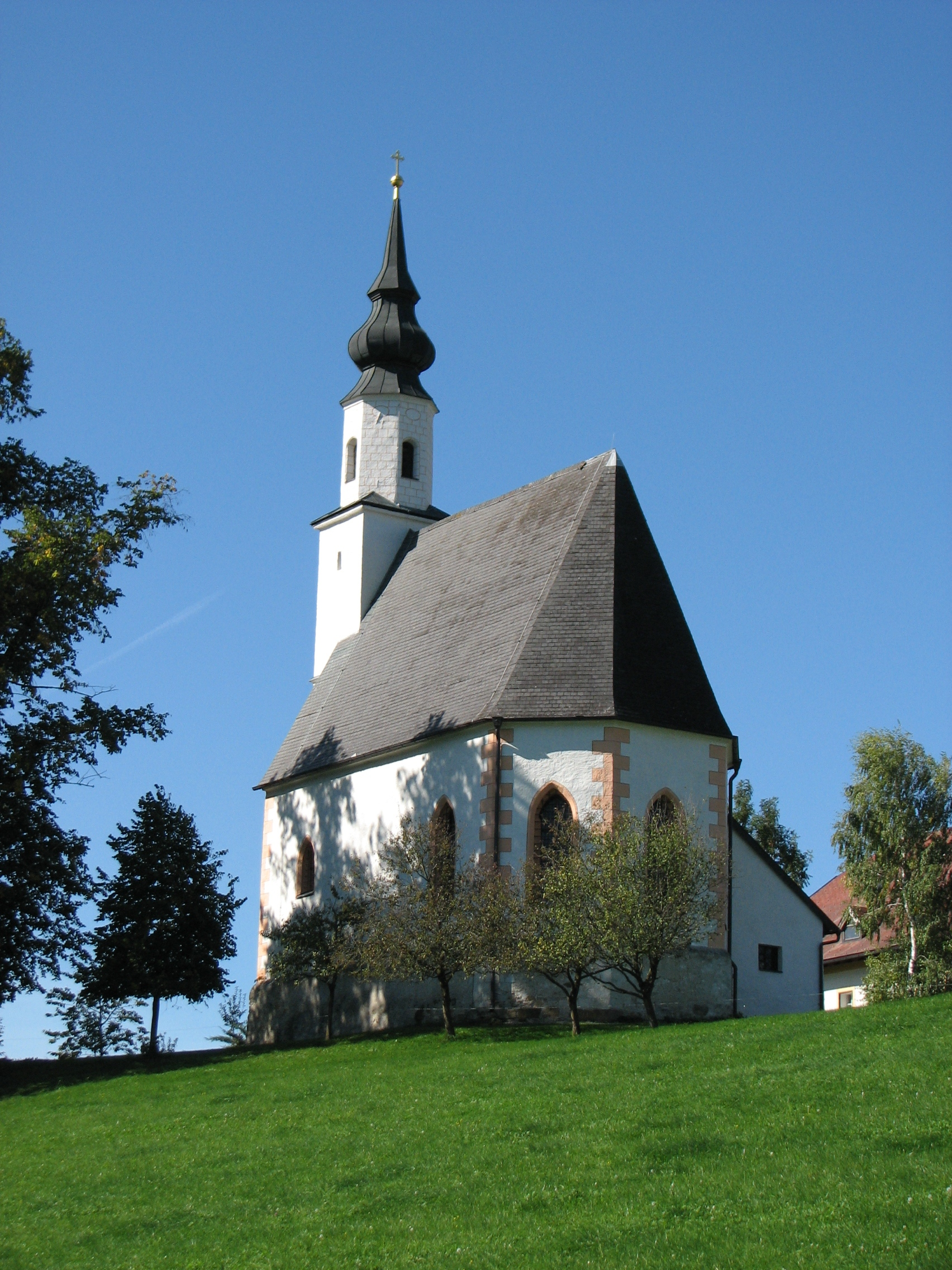
Kirche St. Leonhard von Eugendorf

Die Filialkirche St. Leonhard in Mühlberg befindet sich in dem Ortsteil Mühlberg der Gemeinde Eugendorf im Land Salzburg. In der Nähe der Kirche lag der Burgstall Mühlberg. Die Kirche ist politisch Eugendorf zugeordnet, kirchlich gehört sie zu Seekirchen am Wallersee.

## Geschichte
Die Kirche war ursprünglich wohl eine adelige Eigenkirche des Ansitzes Mühlberg. 1392 ist die erste Kirchweihe überliefert. 1360 wurde der Pfarrsitz von Seekirchen nach Mühlberg verlegt, da die Seekirchner Stiftskirche mehrmals in Brand gesteckt worden war. Aus dieser Zeit stammt die Bezeichnung „Pfaffenbühel“ (auch Pfaffenbichi oder Pfaffenbichl genannt) für einen Hügel zwischen dem Mühlberg und Seekirchen. Dies kommt daher, dass man in der Kirche St. Leonhard die Glocke läutete, wenn der Pfarrer auf seinem Weg von Seekirchen her in Sichtweite der Kirche kam.
1679 wechselte der Pfarrsitz wieder nach Seekirchen zurück. Nach der Gründung des Vikariats Eugendorf kam St. Leonhard vorerst zur Pfarre Eugendorf, 1892 wurde sie allerdings aus finanziellen Gründen wieder an Seekirchen zurückgegeben. Mit der Schenkungsurkunde vom 14. November 1902 wurde dies auch grundrechtlich bestätigt.

## Filialkirche St. Leonhard in Mühlberg heute
Bereits unter dem Pfarrer Ulrich (1366–1391) wurde die alte Eigenkirche vergrößert. Bei Ausgrabungsarbeiten in den 1970er Jahren wurde eine leichte Achsenverschiebung zwischen der alten und der erneuerten Kirche festgestellt.  1509 erhielt die Kirche durch zwölf Kardinäle einen Ablass. Die Einnahmen gingen als Pfründe an einen Salzburger Domherrn, der selbst nicht hier wohnte, sondern sich durch einen Vikar vertreten ließ. Bis 1522 wurde die Kirche im spätgotischen Stil umgebaut, das Netzrippengewölbe und die Empore aus dieser Zeit sind noch vorhanden. Aus dieser Zeit sind die Dekormalereien an Gewölbe und Seitenwänden fast vollständig erhalten. Auch der originale Ziegelboden sowie ein Altarfenster mit den alten Butzenscheiben sind noch vorhanden.
In der Kirche gehören seit etwa 1600 die Statuen des hl. Rupert und der beiden Mönche Ch(K)unibald und Giselar aus dem romanischen Dom in Salzburg. Diese kamen durch eine Schenkung von Erzbischof Wolf Dietrich an den Pfarrherrn von Seekirchen, Balthasar von Raunach, und über diesen nach St. Leonhard. (Heute befinden sich die Statuen im Stiftsmuseum Seeburg.)
Um 1640 wurden an der gemauerten Empore acht Bilder aus dem Leben der hl. Anna angebracht, die als zweite Patronin der Kirche gilt.
Die aus dem Jahr 1664 stammende Kanzel war zunächst als sechsseitige Korbkanzel mit Intarsienarbeiten (Adlermotiv) ausgeführt, um 1770 wurden in den für die Besucher sichtbaren Flächen Brustbilder der vier Evangelisten eingesetzt.
Der Hochaltar ist von 1680. Das Altarbild stellt die Hl. Familie mit Johannes dem Täufer dar. Im Aufsatzbild sind die Hll. Rupert und Leonhard dargestellt.
An den Wänden sind sog. Apostelkreuze zu finden. Die Kirchenbänke stammen aus dem Spätbarock. Aus dieser Zeit stammt auch das Patroziniumsbild des hl. Leonhard und einem Gefangenen. Der gotische Turm wurde 1730 barockisiert und mit einem Helm versehen.
In den 1960er Jahren ließ Propst Josef Lugstein das Kirchendach erneuern. Zwischen 1984 und 1986 wurde die Kirche unter Stiftspfarrer Andreas Radauer einer gründlichen Renovierung unterzogen.
Bis in das 18. Jahrhundert fanden zahlreiche Wallfahrten nach St. Leonhard statt. Bis 1913 gingen die Eugendorfer am zweiten Prangtag nach Mühlberg. Heute sind die regelmäßigen Gottesdienste eingestellt. Am Bittsamstag wird ein Bittgang der Stallmägde (heute der Bäuerinnen und Landarbeiterinnen) abgehalten. Eine Besonderheit im kirchlichen Leben ist der alle zwei Jahre stattfindende Leonhardiritt mit den dazugehörenden Pferdesegnungen (meist Ende Oktober). Das Kirchlein wird auch für Maiandachten, Taufen, Trauungen und Kirchenkonzerte genutzt.